# Remigiusz Mielczarek

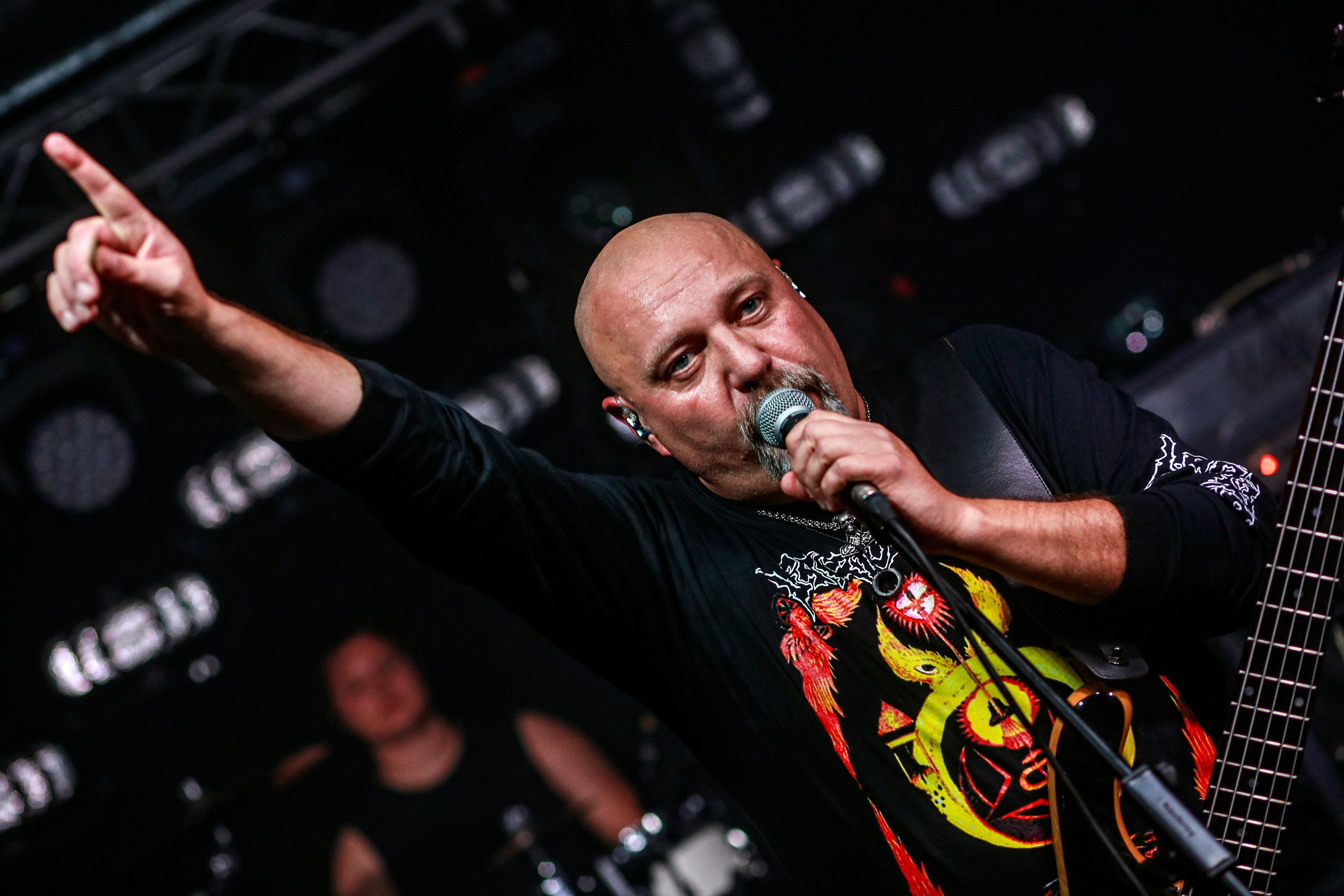
Remigiusz "Remo" Mielczarek w klubie Klubopiwiarnia w Łodzi (2022)

Remigiusz "Remo" Mielczarek – polski dziennikarz, muzyk rockowy i metalowy (m.in. Sacriversum, Artrosis, Triagonal), specjalista PR, bloger. Urodzony 26.10.1971 roku w Łodzi. Współzałożyciel, basista, wokalista i lider łódzkiego zespołu melodic death metalowego - Sacriversum.

## Działalność muzyczna
W 1992 roku razem z gitarzystą Robertem Heresztynem i perkusistą Michałem Ślebockim założył formację Sacriversum, grającą melodyjny death metal. Od tego czasu jest jej basistą, wokalistą i frontmanem (jedyny członek z oryginalnego składu zespołu z 1992 roku).
Z zespołem tym wydał m.in. albumy The Shadow Of The Golden Fire (1994, Baron Records), Soteria (1988, Morbid Noizz Productions), Beckettia (2000, Serenades Records), Mozartia (2003, Metal Mind Productions), Sigma Draconis (2004, Metal Mind Productions).
W 2002 roku razem z gitarzystą Sacriversum – Krystianem Kozerawskim – dołączył do składu gotyckiej formacji Artrosis, z którą w 2006 roku nakładem Mystic Production wydał album Con Trust.
Pod koniec 2010 roku wraz z klawiszowcem Łukaszem Migdalskim, gitarzystą Krystianem Kozerawskim oraz perkusistą Pawłem Świcą opuścił formację Artrosis. Tego samego roku muzycy powołali zespół pod nazwą Electric Chair. Remigiusz Mielczarek opuścił go w 2012 roku.
W 2015 roku Remigiusz Mielczarek wraz z Wojciechem Konickim i Jackiem Sikorą założyli grający melodyjny death/roll metal zespół Triagonal. Formacja swoim sumptem wydała dwa albumy: Dichotomy Of Mind (2016 rok) oraz Dichotomy of Body (2017 rok). Zespół zakończył działalność w 2017 roku.
W 2022 roku reaktywował swoją macierzystą formację – Sacriversum, której pierwszy po 18 latach koncert odbył się w październiku 2022 roku w klubie Klubopiwiarnia w Łodzi. Rok później, w listopadzie 2023 roku nakładem Deformeathing Production ukazał się album The Light Of The Live Storm w formie digipacku z zapisem tego koncertu na CD i DVD.

## Dziennikarstwo
Remigiusz Mielczarek jest dziennikarzem. W swoim bogatym życiu zawodowym pracował też m.in. jako rzecznik prasowy, specjalista międzynarodowego PR, dyrektor fundacji charytatywnej, koordynator projektów unijnych w zakresie r&d, konferansjer, spiker stadionowy. Jako dziennikarz specjalizuje się m.in. w tematyce muzycznej i sportowej. Pisał m.in. do miesięcznika Metal Hammer. Pracował też w telewizji Tele24, Telewizji TOYA, radio Radio Manhattan, Eska Łódź. Pisywał relacje i felietony sportowe w portalu internetowym TVP 3 Łódź. Był spikerem piłkarskich spotkań Widzewa Łódź. Prowadzi też mecze drużyny siatkarek KS Grot Budowlani Łódź oraz Reprezentacji Polski w rugby.

## Dyskografia

### Artrosis
- Con Trust (2006, Mystic Production)

### Sacriversum
- Dreams Of Destiny (demo, 1992, wydanie własne)
- The Shadow Of The Golden Fire (1994, Baron Records)
- Soteria (1998, Morbid Noizz Productions)
- Beckettia (2000, Serenades Records)
- Shadow Of The Golden Fire - Early Days (kompilacja, 2001, Serenades Records)
- Born to Be the Best (demo, 2001, wydanie własne)
- Mozartia (2003, Metal Mind Productions)
- Sigma Draconis (2004, Metal Mind Productions)
- Saevitia Draconis (2005, DVD, Metal Mind Productions)
- The Light Of The Live Storm - Live In Lodz 2022 (2023, CD+DVD, Deformeathing Production)

### Triagonal
- Dichotomy of Mind (2016, wydanie własne)
- Dichotomy of Body (2017, wydanie własne)

## Odznaczenia
- Medal 600-lecia Łodzi (2023)[7]